# Aéšma
Aéšma „hněv“ (v mladší avestánštině), středopersky Chéšman či (Ch)éšm, je v zarathuštrismu daéva hněvu, který vystupuje jak samostatná bytost, tak jako démonická vlastnost zmocňující se člověka. Je poslem Angra Mainjua, v mladší Avestě je jeho protivníkem jazata Sraoša ztělesňující poslušnost, disciplínu a zbožnost, který jej přemůže na konci světa. Obzvláště je obáván při slavnosti gáhánbár, jež jsou slaveny na konci každého ročního období, při mjazdech – obětováních a při chvédódah – sňatcích mezi příbuznými.
V středoperských zdrojích je zdůrazňováno jeho sepětí se strachem a děsem, navštěvuje každou noc svět, ale je zapuzován Sróšou, a je Ahrimanovým velitelem východu. V době expanze islámu byl ztotožněn s muslimy. V manicheismu je aktivním a ničivým duchem Áze „hmoty“ a jméno biblického Asmodea je převzato nejspíše od něj.